# Powiat mozyrski
Powiat lub ujezd mozyrski – dawny powiat w województwie mińskim, który w 1793 przeszedł pod panowanie Rosji i w nieco zmniejszonych granicach zaliczony został do guberni mińskiej. W latach 1919–1920 znajdował się pod polską administracją, w składzie okręgu brzeskiego Zarządu Cywilnego Ziem Wschodnich. Odpowiadają mu dzisiejsze rejony mozyrski, jelski, lelczycki, łojowski, petrykowski i żytkowicki obwodu homelskiego.

## Demografia
Według spisu ludności w grudniu 1919 roku powiat mozyrski okręgu brzeskiego ZCZW zamieszkiwały 240 142 osoby. Na jego terytorium znajdowało się 941 miejscowości, z których 7 miało 1–5 tys. mieszkańców i 3 miały 5–10 tys. mieszkańców. Największą z nich był Mozyrz z 6796 mieszkańcami.

## Wzmianka z roku 1884
(...) Miejsca historyczne lub mające wspomnienia: Dawidgródek, Horodok (pod Słobodą Skryhałowską), Hryczyn (błoto), Kniaź (jezioro), Lenin, Łuczyce, Łachwa, Mozyrz, Narożnowicze, Okoninówka, Petryków, Skryhałów, Turów (ob. pod właściwemi nazwami). Powiat obfitując w lasy, posiada jeszcze ogrom zwierzyny grubej: łosi, niedźwiedzi, saren, dzików, wilków, lisów i t. d. Ze zwierząt wydających futra, trafiają się bobry, wydry i kuny. Z ryb poławiają się: szczupaki, sumy, karasie, okonie, liny, leszcze, głownie, bieługi, piskorze (wiuny), jersze, płocie, podleszcze, miętuzy, wreszcie w Prypeci: jesiotry, sterlecie i wybornego smaku rzadka, ryba, zwana. w miejscowej gwarze wyrezub, wierozub al. wielozub (Squalius cephalus), odznaczająca się tem, że ma w głowie rogowatą, twardą, przezroczystą substancyą, żółtowatego, bursztynowego koloru, wielkości i kształtu migdała w łupinie. Lud nazywa ją kamieniem wierozuba i używa jej do leków.
Żegluga odbywa się po Prypeci, której koryto w ciągu ostatnich kilku lat oczyszcza z odwiecznych kłód dębowych i do spławu głębokiego uspasabia nasz rodak inżynier Franciszek Daniłowicz; niemniej po Horyniu, Uborciu, Ptyczu, Łani, Stwidze i innych. Pływają tu: parochody (po Prypeci), barki, półbarki, berlinki, szuhaleje, łodzie. Wyrobem statków trudnią się warsztaty w Turowie i Petrykowie, mianowicie tu sporządzają się barki różnych gatunków i szuhaleje. Przemysł leśny na wielką skalę, z urządzeniami technicznemi, założyła niedawno kompania francuska w Leninie (ob. Lenin), lecz przedsiębiorstwo to, pomimo protekcyi rządu, nie rozwija się należycie z powodu ogólnego zastoju ekonomicznego.
Mozyrski powiat niewielu ludzi wybitnych przysporzył krajowi, zasługują jednak na wzmiankę: Michał Gliński, kniaź turowski, zdolny i wsławiony pogromem Tatarów pod Kleckiem, głośniejszy jednak ujemnie; Gedeon Jeleński, za szczególne zasługi otrzymał od stanów Rzplitej Łuczyce, Kosiejsk i Kopatkiewicze, a potomek jego, niedawno zmarły Napoleon Jeleński, mąż światły, wielki dobroczyńca ludu, hojnym zapisem na oświatę ludową upamiętnił swe nazwisko (ob. Łuczyce); wreszcie W Łachwie urodził się znany też z czynów obywatelskich, uczony hippik i autor „Historyi konia” Maryan Czapski. Marszałkami pow. mozyrskiego byli: Kolęcki Jan h. Strzała, Łoska Stefan (1598 r.), Kotowski Konstanty h. Pomian (1664 r.), Lipnicki Stanisław h. Hołobok (1674 r.), Robecki Jan (1675 r.), Kotowski Hieronim Konstanty h. Pomian (1691 r.), Kotowski Florjan Leon h. Pomian (1696 r.), Oskierko Antoni h. Murdelio (1716 r.), Oskierko Rafał Aloizy h. Murdelio (1738-67 r.), Chalecki Kazimierz h. Abdank (1771-76 r.), Oskierko Maciej Kazimierz h. Murdelio (1772-93; d. 12 stycznia 1794 r. podniesiony do godności kasztelana mozyrskiego), Jeleński Feliks h. Korczak (1796-1800), Szczytt Józef h. Jastrzębiec (1805 r.), Jeleński Feliks h. Korczak (1807 r.), Obuchowicz Filip h. Jasieńczyk (1809-1811 r.), Jeleński Kazimierz h. Korczak (1817 r.), Leczkiewicz Tomasz h. Kotwicz (1822 r.), Nowakowski Grzegórz h. Ślepowron (1822-1823 r.). Mundur powiatu za Rzplitej stanowił kontusz karmazynowy i żupan granatowy. Za czasów Rzplitej powiat mozyrski wysyłał 2 posłów i 2 deputatów.